# Liste des sessions des Congrès archéologiques de France
Le tableau suivant présente la liste des sessions des Congrès archéologiques de France de la Société française d'archéologie.
À partir du 12e (1845), chaque congrès a donné lieu à une publication séparée Congrès archéologique de France, dont certains numéros sont accessibles dans le tableau grâce à un lien avec Gallica (1847-2000).  Pour les onze premiers congrès (1834 à 1844), il y a lieu de se reporter à la première série du Bulletin monumental (numéros 1 à 10) et à sa table générale, 1846.
(ISSN 0069-8881)[pas clair]

### Sources
- Liste des sessions [couvrant 1834-1934], in Congrès du centenaire, 1935, tome 2, p. 421-423
- M. l'abbé Auber, Table générale analytique et raisonnée des matières contenues dans les dix volumes formant la première série du Bulletin monumental publié par la Société française pour la conservation des monuments, 1846 :

Page de titre : A, B, C, D, E, F, G, H, I, J, K, L, M, N, O, P, Q, R, S, T, U, V, W, Y, Z
- Marcel Aubert, Table alphabétique des publications de la Société française d'archéologie, Congrès archéologiques, Bulletin monumental 1834-1925, Picard, 1930.